# Vlag van Opperdoes

Vlag van de gemeente Opperdoes
(1963-1979)

Dorpsvlag van Opperdoes
(Sinds 2008)

De vlag van Opperdoes werd op 22 november 1963 per raadsbesluit vastgesteld als gemeentelijke vlag van de Noord-Hollandse gemeente Opperdoes. De vlag kan als volgt worden beschreven:
Geel, waarop drie blauwe korenaren, staande op een terras van blauw.
Het is een vierkantige vlag. De vlag is afgeleid van het gemeentewapen.
Het gemeentelijk dundoek bleef tot 1 januari 1979 in gebruik, op die dag is de gemeente opgegaan in de nieuw opgerichte gemeente Noorder-Koggenland. Noorder-Koggenland maakt sinds 1 januari 2007 deel uit van de gemeente Medemblik.

## Dorpsvlag
Op 2008 werd door de Dorpsraad Opperdoes & Stichting Historisch Opperdoes een dorpsvlag voor Opperdoes vastgesteld. Deze kan als volgt worden beschreven:
Linksgeschuind van blauw en geel, met drie blauwe korenaren.

## Verwante afbeeldingen

Wapen van Opperdoes

Akersloot
· Andijk
· Anna Paulowna 
· Assendelft 
· Beemster 
· Bennebroek 
· Blokker 
· Broek in Waterland 
· Bussum 
· Callantsoog 
· Edam 
· Egmond 
· Egmond aan Zee 
· Egmond-Binnen 
· Graft-De Rijp 
· 's-Graveland 
· Haarlemmerliede en Spaarnwoude 
· Harenkarspel 
· Heerhugowaard 
· Hensbroek 
· Hoogwoud 
· Ilpendam 
· Jisp 
· Krommenie 
· Langedijk 
· Limmen 
· Marken 
· Midwoud 
· Monnickendam 
· Muiden 
· Naarden 
· Nederhorst den Berg 
· Nibbixwoud 
· Niedorp 
· Noorder-Koggenland 
· Obdam 
· Opperdoes 
· Schermer 
· Schermerhorn 
· Schoorl 
· Sint Maarten 
· Terschelling 
· Terschelling en Vlieland 
· Twisk 
· Venhuizen 
· Vlieland 
· Warmenhuizen
· Weesp
· Wervershoof 
· Wester-Koggenland 
· Westwoud 
· Westzaan 
· Wieringen 
· Wieringermeer 
· Wijdewormer 
· Wognum 
· Wormer 
· Wormerveer 
· Zaandam 
· Zaandijk 
· Zeevang 
· Zijpe
Abbekerk
· Assendelft
· Bergen
· Bovenkarspel
· Buitenveldert
· Bussum
· De Rijp
· Driemond
· Groet
· Grootschermer
· Graft
· Hauwert
· Huisduinen
· Julianadorp
· Koog aan de Zaan
· Krommenie
· Krommeniedijk
· Lambertschaag
· Marken
· Middelie
· Muiden
· Muiderberg
· Naarden
· Nauerna
· Nibbixwoud
· Nieuw-Vennep
· Omval
· Opperdoes
· Rijsenhout
· Sijbekarspel
· Sint Pancras
· Sloten
· Spaarndam
· Vogelenzang
· Weesp
· Wijk aan Zee
· Wormerveer
· Zaandijk
· Zwaagdijk-West